# Người đưa thư Nga

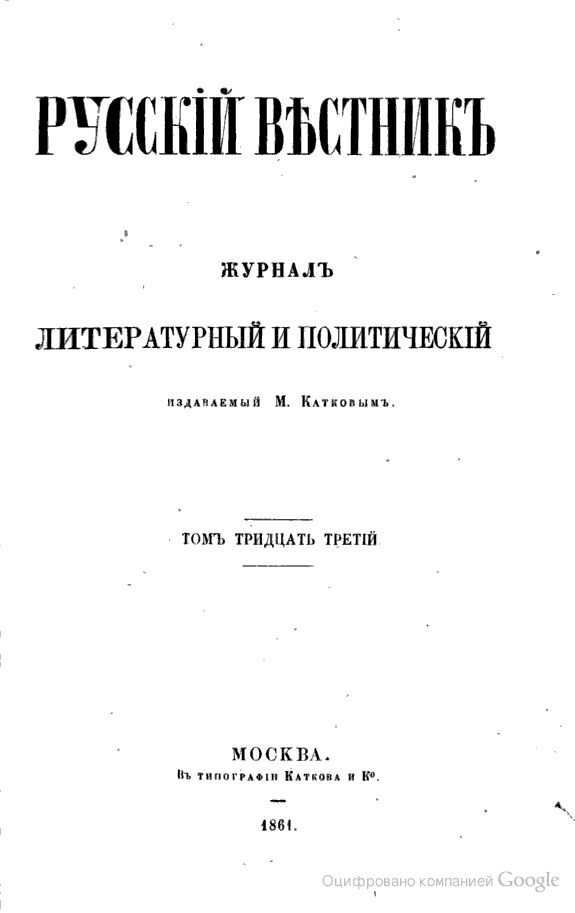
Bìa tạp chí số 33

Người đưa thư Nga  (tiếng Nga: Ру́сский ве́стник / Russkiy vestnik, tiếng Nga cũ: Русскій Вѣстникъ Russkiy Vestnik) là tên của ba tạp chí nổi tiếng được xuất bản ở Nga vào thế kỷ 19.

## Người đưa thư Ngacủa Sergey Glinka
Tuần tạp chí theo xu hướng quân chủ chủ nghĩa Người đưa thư Nga được phát hành ở Moscow từ năm 1808 đến năm 1820; sau đó, được phát hành trở lại trong khoảng thời gian ngắn, năm 1924. Tuần tạp chí do Sergey Glinka sáng lập và được hậu thuẫn bởi chính khách Nga Fryodor Rostopchin.

## Người đưa thư Ngacủa Gretch và Polevoy
Tuần tạp chí này do Nicolay Gretch và Nicolai Polevov sáng lập ra tại Sankt-Peterburg, hoạt động trong khoảng thời gian 1841 - 1844. Tạp chí này còn có sự tham gia của nhà sử học, dân tộc học và khảo cổ học người Nga Ivan Sneginev.

## Người đưa thư Ngacủa Mikhail Katkov
Là một trong những tạp chí có sức ảnh hưởng văn chương nhất ở Nga trong giai đoạn cuối thế kỷ 19, Người đưa thư Nga được phát hành lần đầu ở Moskva (1856 - 1887) và sau đó là Sankt-Peterburg. Nó được lập ra bởi một nhóm các học giả, nhà văn có xu hướng tự do như Mikhail Katkov (tổng biên tập), Eugene Korsh, Peter Kudriavtsev, Leontiev… Năm 1887, Fedor Berg mua lại tạp chí và dời tòa soạn đến Sankt-Peterburg nhưng cuối cùng tạp chí này phải đóng cửa do thiếu kinh phí.

### Một số bài viết được đánh giá cao
- Mikhail Saltykov-Shchedrin
  - Provincial Sketches (1856–1857)
- Aleksandr Ostrovsky
  - V chuzhom miru pohmelye (1856)
- Ivan Turgenev
  - Nakanune (1860)
  - Fathers and Sons (1862)
  - Dym (1867)
- Leo Tolstoy
  - Family Happiness (1858–1859)
  - The Cossacks (1863)
  - War and Peace (1865–1869)
  - Anna Karenina (1875–1877)
- Fyodor Dostoyevsky
  - The Village of Stepanchikovo (1859)
  - Crime and Punishment (1866)
  - The Idiot (1868)
  - The Possessed (Demons) (1871–1872)
  - Anh em nhà Karamazov (1879–1880)
- Nikolai Leskov
  - Na nozhakh (1870–1871)
  - Soboriane (1872)
  - Zapechatlennyi angel (1873)